# Република Српска Крајина
Република Српска Крајина (скраћено РСК, или Српска Крајина или само Крајина), била је међународно непризната краткотрајна држава у југоисточној Европи. Српска Крајина се већим дијелом своје територије простирала на подручју некадашње Војне крајине, и то на подручју сљедећих округа: Хрватска војна крајина, Славонска војна крајина и Дунавска војна крајина. Српска Крајина је настала као одговор на поступке хрватских власти, које су водиле политику сецесије од Југославије, као и тежња Срба у Хрватској да остану у Југославији.
Српска Крајина је постојала између 1991. и 1995. године и основана је на територији Републике Хрватске у саставу Социјалистичке Федеративне Републике Југославије. Главни град је био Книн са 12.331 становника. Осим Книна, већи градови су били Вуковар (44.639 становника) и Петриња (18.706 становника). Српска Крајина је 1991. године имала 470.000, а 1993. године 435.000 становника. Простирала се на површини од 17.040 км².
Већину територије је Српска Крајина изгубила током хрватских војних операција Бљесак и Олуја 1995. године. Остатак Српске Крајине у источној Славонији, Барањи и Западном Срему, према Ердутском споразуму кроз прелазну управу Организације уједињених нација, интегрисан је у састав Републике Хрватске јануара 1998. године.
Српска Крајина се граничила са Републиком Хрватском, Мађарском, Савезном Републиком Југославијом, Републиком Босном и Херцеговином и Републиком Српском.

## Географија
Српска Крајина се састојала од три ексклаве:
- САО Крајина (Банија, Кордун, Лика и Сјеверна Далмација). У њеном саставу су биле општине Бенковац, Војнић, Вргинмост, Глина, Грачац, Двор, Дрниш, Доњи Лапац, Книн, Кореница, Костајница, Крњак, Обровац, Петриња, Плашки, Слуњ, Српска општина Задар и Цапраг.
- САО Западна Славонија. У њеном саставу су се налазиле општине: Грубишно Поље, Дарувар, Окучани и Подравска Слатина. Већина Западне Славоније се налазила под контролом Хрватске војске од краја децембра 1991. године и у саставу Српске Крајине је била само формално.
- СО Источна Славонија, Барања и Западни Срем. У њеном саставу су се налазиле општине: Бели Манастир, Вуковар, Даљ, Мирковци и Тења.

Према Уставу Српске Крајине, главна територијална јединица била је општина, која је, по правилу, обухватала главно насеље, њен центар и околна насеља. У саставу Српске Крајине било је укупно 28 општина.
Српска Крајина је обухватала шест историјско-географских области. Конкретно, корпуси Српске војске Крајине су били распоређени по овим областима, а по том принципу је вршена и процјена броја становништва.
- Сјеверна Далмација — површина 3.450 км².[4] Границе сјеверне Далмације су са сјевера Велебит, са истока Динара, са југа Косово поље и Петрово поље и са запада Задар и јадранска обала. Област је територијално била организована у општине Книн, Бенковац, Обровац, Дрниш и српски Задар.[5]
- Лика — површина 4.808 км².[4] Границе Лике су са сјевера град Плашки, са истока ријека Уна, са југа ријека Зрмања и са запада линија Медак—Теслинград. Фактички, Лика се налазила између планина Велебит, Пљешевица и Мала Капела. У овој области се налазе и Плитвичка језера. Област је територијално била организована у општине Кореница, Доњи Лапац, Грачац и Плашки.[6]
- Кордун — површина 2.306 км².[4] Границе Кордуна су са сјевера ријека Купа, са истока ријека Глина, граница са Босном и Херцеговином, са југа планине Пљешевица и Мала Капела и са запада ријеке Мрежница и Корана. Област је територијално била организована у општине Слуњ, Крњак, Вргинмост и Војнић. У економском плану у области се налазио и град Топуско.[7]
- Банија — површина 3.456 км².[4] Тачне границе области нису биле одређене. Област је територијално била организована у општине Глина, Петриња, Костајница, Двор на Уни и дио општине Сисак.[8]
- Западна Славонија — површина 5.062 км², али под контролом Српске Крајине било само 558 км²,[4] јер је Хрватска војска у јесен 1991. спровела низ офанзива и преузела контролу над већином области. Границе западне Славоније су са сјевера ријека Драва, са истока околина општина Доњи Михољац и Ораховица, са југа ријека Сава и за запада ријека Илок. Област је територијално била организована у општине Окучани, Пакрац, Дарувар, Грубишно Поље, Подравска Слатина, дио општина Вировитица, Ораховица и Славонска Пожега. Међутим, у стварности је Српска Крајина имала контролу само над Окучанима и дијелом Пакраца.[9]
- Источна Славонија, Барања и западни Срем — површина 2.511 км².[4] Границе ове области су на сјеверу граница са Мађарском, на истоку граница са Југославијом, на југу граница иде ријекама Дунавом и Савом и на западу линијом Осијек—Винковци, који су се налазили под хрватском контролом. Област је територијално била организована у општине Бели Манастир, Вуковар, Даљ, Мирковци, и Тења, као и дијелови општина Осијек, Винковци и Жупања.[10]

- Динара, поглед из Книна
- Плитвичка језера
- Растоке
- Шуме на Папуку

## Историја

### Војна крајина
Срби су на територији будуће Српске Крајине живјели још од средњег вијека, прије почетка инвазије Османског царства на Балканско полуострво. На примјер, прво помињање Срба у Срему, Славонији и Далмацији датира још од 7. вијека. Срби су тада већином били насељени у областима јужне Далмације, гдје су основали неколико својих кнежевина. Први српски манастир на територији Краљевине Далмације и Хрватске био је манастир Крупа, ког су према предању 1317. године основали монаси из манастира Крупе на Врбасу, а манастир су помагали српски краљеви Стефан Милутин, Стефан Дечански и Стефан Душан. Отприлике у исто вријеме, основан је и манастир Крка, чији је ктитор била принцеза Јелена Немањић Шубић, сестра краља Стефана Душана и супруга хрватског велможе Младена III Шубића.
Након што су Османлије освојиле Србију и Босну, број Срба у Крајини се знатно повећава, а многи Хрвати напуштају ове просторе и селе се у градове на јадранској обали или у унутрашњост Хрватске и Угарске. Након што су Османлије први пут заузеле град Јајце, 18.000 српских породица преселило се у Личку и Крбавску жупанију. Угарски краљ Матија Корвин их је ослободио плаћања пореза и гарантовао им слободу вјероисповијести, али су Срби били дужни да штите границу од османских упада. Касније, српске избјеглице у другим дијеловима Крајине добијају од Хабзбуршке монархије статус граничне милиције, која је у замјену за земљиште доживотно бранила границу са Османским царством.
Према неким истраживачима, за Хабзбурге је Војна крајина била својеврсни резервоар војних обвезника. Сваки седми грађанин Крајине је био граничар, док је у осталим дијеловима царства однос војника и цивила био 1:64. Током свог постојања, Војна крајина је претрпјела бројне реформе и трансформације. Крајем 19. вијека Војна крајина је укинута, а њене области су 1882. године стављене под управу Краљевине Хрватске и Славоније у оквиру Земаља круне Светог Стефана (Угарске).

### 1881—1918.
Након укидања војне организације појачале су се политичке активности Срба. Настало је неколико странака, од којих су неке сарађивале са хрватским странкама. Међутим, велики број хрватских политичара, као што је Анте Старчевић и Јосип Франк, сматрало је Србе страним елементом и заговарало србофобију. Док су Срби имали подршку бана Кароља Куен-Хедерварија, кога је поставила Будимпешта, неки хрватски политичари су тражили подршку у владајућим круговима у Бечу. Након распада Аустроугарске готово све њене јужнословенске земље добровољно постају дио Краљевства Срба, Хрвата и Словенаца. Међутим, држава је била централизована и убрзо је престала да задовољава расположење хрватских маса које желе суштинску аутономију или независност. Ово је компликовало односе Хрвата и Срба и изазвало низ политичких криза.
Према попису становништва из 1910. године, православних Срба на територији хрватско-славонског подручја бивше Војне крајине, било је 649.453. Једанаест година касније, 1921. године, на територије савремене Хрватске и Срема (у данашње време у саставу Србије) живјело је 764.901 Срба, од којих 658.769 на територији хрватско-славонског подручја бивше Војне крајине и 106.132 у Далмацији.

### Геноцид над Србима током Другог свјетског рата
Након што су Нацистичка Њемачка и његови савезници окупирали Краљевину Југославију, створена је Независна Држава Хрватска, на челу са усташама. Они су се придржавали великохрватске идеологије и одликовали су се крајњом србофобијом, што је резултирало геноцидом над Србима. Усташе су успоставиле и мрежу концентрационих логора. Тачан број жртава геноцида није познат, бројке се крећу од 197.000 људи, према хрватским изворима, до 800.000 људи, према српским изворима. Значајан број жртава је страдао у хрватским концентрационим логорима. Око 240.000 Срба је присилно прекрштено у римокатоличанство, а око 400.000 Срба је протјерано у Подручје Војног заповједника у Србији. Све ове акције су измијениле етничку структуру територије савремене Хрватске, Босне и Херцеговине и Србије и имале су крајње негативан утицај на однос Срба и Хрвата. На окупираном подручју Југославије развио се Народноослободилачки покрет. Зачет у Далмацији, убрзо се проширио на цијелу Југославију. Борбу против хрватских војних формација и јединица Вермахта водили су партизани под руководством Јосипа Броза Тита. Политика четничког покрета на челу са Драгољубом Михаиловићем варирала је од борбе са њемачким јединицама до сарадње са њима у различитим временским периодима. Срби са територије бивше Војне крајине дали су значајан допринос борби против хрватских и њемачких јединица. Године 1943. њихов број у редовима четника је био 7.000, а у редовима партизана 28.800 Срба са подручја бивше Војне крајине. Године 1945. у четницима је било 4.000, а у партизанима 63.710 војника. Након ослобађања цјелокупне територије Југославије, Срби су заједно са Хрватима у Хрватској добили статус државотворног народа.

### Хрватско прољеће
Крајем шездесетих година 20. вијека међу хрватским комунистима се јавља нова идеја, чија је суштина била промјена положаја република у саставу Југославије. У Хрватској је настао реформистички покрет, познат као „Хрватско прољеће” или „Маспок” (од „Масовни покрет”). Према изјавама идеолога покрета, за циљ је имао повећање права Хрвата у Југославији, као и демократске и економске реформе. Сљедбеници покрета су протестовали против смањења буџета и политичких права у Хрватској, због економски неразвијених региона, као што је Косово. Међутим, нису обраћали пажњу на критике, које су указивале на равноправност република. У истом периоду примјећени су први сукоби у Крајини на националној основи послије 1945. године — између Срба и Хрвата. Југословенски медији објавили су информацију, према којој су у Хрватској састављени спискови Срба и Хрвата, који су остали лојални Југославији. Било је жалби на случајеве дискриминације Срба.
Руководство Југославије и Савеза комуниста видјело је покрет као оживљење хрватског национализма и затражило је од милиције да сузбије демонстрације. Тито је са дужности смијенио најнелојалније присталице, као што су Савка Дабчевић-Кучар, Мико Трипало и Драгутин Харамија, а такође је спровео чисту у Савезу комуниста Хрватске и мјесној администрацији. Многе вође покрета су касније на страначким састанцима изразиле кајање. Многи студентски активисти су ухапшени, а неки су чак и осуђени на затворску казну. Међу ухапшенима тих година су били будући предсједници Хрватске, Фрањо Туђман и Стјепан Месић, као и новинар-дисидент Бруно Бушић.

### Пораст национализма у Југославији
На Косову су 1981. године избили нереди, узроковани демонстрацијама Албанаца, који су захтијевали трансформацију САП Косово из аутономне покрајине у републику или независну државу. Руководство СР Словеније и СР Хрватске тежило је ка децентрализацији и демократским реформама, заправо и они су хтјели независност од СФРЈ. Насупрот, федерална власт у Београду се залагала за додатну централизацију.
Албанци су током демонстрација и нереда имали велику помоћ и логистику од званичне Тиране, односно диктатора Енвера Хоџе, који је према Србији имао непријатељски став и желио је наставак Призренске Лиге. Демонстрације су угушене ангажовањем тенковских јединица ЈНА одлуком Бранка Мамуле, тадашњег начелника Генералштаба ЈНА. Било је ово највеће искушење за Југославију током њеног постојања.
У марту 1989. године криза у Југославији се погоршала након усвајања амандмана на Устав Србије, којим је Влади дато овлашћење да Косову и Војводини ограничи аутономију. Ове аутономне покрајине су имале чланове у Предсједништву СФРЈ. Тако је Србија, за вријеме Слободана Милошевића, добила три гласа у Предсједништву. Додајући глас Црне Горе на ова три гласа, Србија је могла да одреди исход гласања. То је изазвало негодовање других федералних република, које су захтијевале реформу федерације.
Крајем јуна 1989. код Приштине на Косову Пољу је обиљежено 600 година Косовске битке, гдје су највиши представници СР Србије одржали ватрене говоре, посебно Слободан Милошевић, што је у другим југославенским републикама протумачено као позив на рат.
Мало касније 9. јула те године у Далматинском Косову код Книна, такође је прослављен исти јубилеј шест векова Боја на Косову, а све је обиловало видовданском тематиком. Хрватске комунистичке власти су ово протумачиле као "буђење четништва", све је резултовало хапшењем организатора и дошло је до нових демонстрација против ових одлука. Тензије су почеле да расту из дана у дан између Срба и Хрвата.
Постепени раст национализма у Југославији током осамдесетих година довео је до опште кризе у Југославији, прво економске и друштвене, а касније и политичке. Читав социјалистички лагер, не само у СФРЈ, већ и осталим земљама источне Европе је запао у колапс. Народ је желио промјене. 

### Рат у Хрватској

#### 1990.
Када су се у Хрватској почеле оснивати политичке странке 1990. године, Срби су 11. фебруара у Војнићу основали Југословенску самосталну демократску странку (ЈСДС), а 17. фебруара у Книну Српску демократску странку (СДС). Широм Југославије су 1990. године одржани вишестраначки избори.
У Хрватској је побједила Хрватска демократска заједница (ХДЗ), која је се залагала за отцјепљење од СФРЈ и уставне реформе. Срби су подржали или СДС умјереног политичара Јована Рашковића или комунистичке или социјалистичке покрете. Политика ХДЗ-а и националистичке изјаве руководства странке, укључујући и Фрање Туђмана, повећале су међунационалне тензије у републици. Након увођења нових државних симбола и промјене назива републике (уклоњена је ријеч „Социјалистичка”), повећале су се тензије између Срба и Хрвата, а затим су Срби тражили културну аутономију, која је одбијена. Према хрватском историчару Никици Барићу, криза у Југославији, у којој су Срби видјели гаранцију стабилности, међу њима је изазвала забринутост. Као резултат тога, Срби су својим јединим заштитником сматрали Југословенску народну армију, која је била посљедња југословенска институција.
Ситуација у Хрватској је додатно закомпликована националистичким мјерама републичке владе. Српскохрватски језик је замијењен хрватским језиком, прво је промијењен назив службеног језика, а затим граматичке норме. У службеним препискама и у медијима је забрањено ћириличко писмо. Из школских програма избачени су текстови о српској историји, српски писци и пјесници. Срби у државним институцијама су били присиљени да потпишу „листу лојалности” новој хрватској влади. Они који су то одбили да ураде су одмах отпуштени. То је посебно примјењивано у медијима. Био је присутан притисак на представнике српске интелигенције. Хрватски политичари су давали изјаве које су Срби болно примали. Посебну оштру реакцију Срба је изазвала Туђманова изјава, да Хрватска током Другог свјетског рата није била само нацистичка творевина, него и хиљадугодишња тежња хрватског народа. Стјепан Месић је једном приликом изјавио, да је Срби из Хрватске могу однијети онолико земље колико су донијели на опанцима.
У августу 1990. године у Книнској Крајини је спроведен референдум о суверенитету и аутономији, на коме су се могли изјаснити само Срби који су рођени или живе на територији СР Хрватске. Хрвати нису учествовали у томе. На референдуму је 99,7% од 756.721 гласача гласало позитивно, међутим у 10 општина хрватске власти су успјеле спријечити одржавање референдума. Српски референдум и почетак стварања аутономије у историографији је познат као „Балван револуција”. Српска аутономна област Книнска Крајина проглашена је 30. септембра 1990. године, а 21. децембра постала је позната као Српска аутономна област Крајина. У децембру 1990. Хрватски сабор усваја нови устав, према коме су Срби у Хрватској постали национална мањина, а не уставни државотворни народ, што су били према републичком уставу из времена СФРЈ.
У љето и јесен 1990. дошло је до неке врсте подјеле власти у структурама републике. Сви Срби који су одбили да потпишу „листу лојалној” отпуштени су из републичког министарства унутрашњих послова. Истовремено у Книну и у низу других градова, гдје су Срби били већинско становништво, у милицији су остали само Срби. Ускоро је та милиција преименована у „Милиција Крајине”. Међутим, оваква ситуација није била само у МУП-у. На примјер, предсједник Владе Хрватске Јосип Манолић је 17. октобра 1990. отпустио све Србе који су радили у влади или његовом кабинету, без обзира на њихове политичке ставове.
У Хрватској је Балван револуција и стварање САО Крајине познато као „српска побуна”. Према Јелени Гусковој, страх Срба пред оживљавање фашизма у Хрватској саме хрватске власти сматрале су, са једна стране, неоснованим, са друге стране, видјеле су као манифестацију „великосрпског империјализма”. Територију под контролом крајишких Срба хрватске власти су сматрале окупираном и жељеле су успоставити свој уставни поредак.
Никица Барић тврди, да је предсједник Србије у саставу Југославије Слободан Милошевић разматрао могућност не мијешања у отцјепљење Хрватске, али без територија насељених Србима. Према Барићу, Милошевић је желио да крајишки Срби буду дио нове Југославије.

#### 1991.
У јануару 1991. године основано је министарство унутрашњих послова Крајине, које је објединило све секретаријате унутрашњих послова који нису била под контролом Загреба. У фебруару 1991. САО Крајина се ујединила са територијама сјеверне Далмације и Лике, гдје су већину становништва чинили Срби. Српско национално вијеће и Извршено вијеће САО Крајине су 28. фебруара 1991. усвојили резолуцију о отцјепљењу од Хрватске на основу резултата референдума и тражили су да остану у саставу СФРЈ. Председник Хрватске Туђман донео је 25. априла одлуку о референдуму о самосталности Републике Хрватске за 19. мај 1991. године. На то, САО Крајина је 12. маја 1991. организовала референдум са једним питањем: "Да ли сте за присаједињење САО Крајине Републици Србији и за то да остане у Југославији са Србијом, Црном Гором и другима који желе да очувају Југославију - за или против?".  На референдум је изашло 79.48% уписаних бирача а потврдно је гласало 99.80% бирача. Скупштина САО Крајине је 16. маја донијела рјешење о присаједињењу Крајине Југославији.
Аутономна област Славонија, Барања и Западни Срем проглашена је 25. јуна 1991. године, а потом је 25. септембра исте године преименована и од тада је постојала под називом Српска област Славонија, Барања и Западни Срем. Касније је на подручју западне Славоније организована Српска аутономна област Западна Славонија.
У љето 1991. у Крајини су почеле борбе између хрватских паравојних формација и припадника хрватског МУП-а на једној страни и српске милиције на другој. Постепено се у сукобе укључивала ЈНА, из које су у прољеће 1991. масовно дезертирали војници хрватске националности. Учешће ЈНА у сукобима се повећало када су хрватски одреди започели тзв. „блокаду касарни” у септембру 1991. године.
У прољеће 1991. године на територију САО Крајине почеле су долазити избјеглице са територије под контролом Загреба. Неки од њих су отишли у Србију или Црну Гору, а око 100.000 је остало у Крајини. Црвени крст Југославије је 1991. године пријавио око 250.000 избјеглица српске националности са територије под контролом Загреба. Избјеглице су пристизале до примирја у јануара 1992. године. Истовремено, десетине хиљада Хрвата и Муслимана, под српским притиском, напустило је територију Крајине и избјегло на територију под контролом Загреба. Према Барићу, са територије под контролом Срба избјегло је до 300.000 несрба, међутим према попису становништва из 1991. на територији будуће Крајине укупан број Хрвата и других националности није прелазио број од 220.000 људи.
Српске аутономне области су се 19. децембра 1991. године ујединиле у Републику Српску Крајину. Према усвојеном уставу, Српска Крајина „национална је држава српског народа и држава свих грађана који у њој живе”. Одређени су државни симболи — застава, грб и химна. Милан Бабић са дужности предсједник владе прешао на дужност предсједника државе. Проглашен је суверенитет Српске Крајине.
Током 1991. године хрватска гарда и полиција су починиле бројне злочине над српским цивилним становништвом. Најпознатија мјеста у којима су злочини почињени су Госпић, Сисак, Вуковар и села у Западној Славонији. Српске јединице су починиле многе злочине над хрватским војницима и цивилима, међу којима су злочини у Ловасу, Шкабрњи и над хрватским ратним заробљеницима у Вуковару. Обје стране су починиле масакр у Воћину.

#### 1992.
У јануару 1992. године захваљујући међународној интервенцији престала су непријатељства, а на територији Српске Крајине су распоређене Мировне снаге Организације уједињених нација (Унпрофор). „Плави шљемови” су размјештени на линији фронта између српских и хрватских снага у циљу прекида сукоба и праћења повлачења тешког наоружања са фронта. Миротворци из Русије су наводили како су Срби складиштили оружје у складиштима под надзором ОУН-а, док су Хрвати своје оружје повукли у непознатом правцу.
Хрватска војска је 21. јуна прекинула примирје, заузимајући неколико села на Миљевачком платоу. Овај догађај је довео до губитка повјерења Срба у мировне снаге и ескалацију напетости. Као резултат тога, крајишки Срби су вјеровали да их мировне снаге неће заштитити од могуће хрватске агресије и наставили су са формирањем регуларне војске.

#### 1993.
Хрватска војска је 22. јануара 1993. године започела војну операцију Масленица, током које заузима Новиград, аеродром Земуник и села Смоковић, Ислам Грчки и Кашић. Савјет безбједности ОУН-а 25. јануара усваја резолуцију 802, осуђујући хрватске нападе. Као резултат хрватских напада, обје стране су обновиле артиљеријско гранатирање градова, а војне операције великих размјера су настављене до средине прољећа. Представници Српске Крајине и Хрватске су 6. априла закључили примирје и потписали споразум о повлачењу хрватских јединица са раније освојених територија. На тим положајима су их требале замијенити Мировне снаге ОУН-а. Међутим, хрватске власти су касније одбиле да испоштују потписани споразум.
На љето је настављено спорадично артиљеријско гранатирање. Савјет безбједности ОУН-а је продужио мандат мировних снага. У Републици Српској и Републици Српској Крајини маја и јуна 1993. одржани су референдуми о уједињењу ове две српске републике.
Хрватска војска је 9. септембра започела војну операцију Медачки џеп. Резултат операције је било заузимање и уништење села Дивосело, Читлук и Почитељ, а против мирног српског становништва почињени су ратни злочини. Након повлачења хрватских снага, на територију „џепа” су дошле мировне снаге. Представници Српске Крајине и Хрватске су 2. новембра у Ослу наставили преговоре. Српску делегацију је предводио Горан Хаџић, а хрватску Хрвоје Шаринић.

#### 1994.
Година 1994. је прошла без великих напада Хрватске војске на територију Српске Крајине. Међутим, Хрватска војска је активно учествовала у војним операцијама у Босни и Херцеговини против Војске Републике Српске, а консолидоване јединице крајишких Срба су учествовале у борбама у Западној Босни на страни Фикрета Абдића.
Крајишке власти су покушавале да успоставе миран живот. Влада је 1994. године развила програм стабилизације и почела са исплатама плата. До новембра, руководство Српске Крајине је планирало да заврши интеграцију са Југославијом. У амбасади Русије у Загребу је 29. марта 1994. године потписано примирје између руководства Српске Крајине и Хрватске. У Книну су 5. августа одржани преговори крајишких Срба и Хрвата о економским питањима. Посебно се разговарало о могућности отварања ауто-пута преко Западне Славоније. На јесен су почели да раде заједнички комитети — војни и пољопривредни. Делегација Српске Крајине је посјетила Загреб 8. и 14. новембра. Споразум о нормализацији економских односа Српске Крајине и Хрватске је потписан 2. децембра. Предвиђено је да се одрже преговори о повратку избјеглица, плаћању пензија и отварању жељезничког саобраћаја. Крајишки Срби су 21. децембра отворили за саобраћај бивши ауто-пут Братство и јединство.
Према руском новинару Млечину, власти Хрватске су преко амбасаде Русије руководству Српске Крајине понудиле широку аутономију. Међутим, српска страна, уз учешће Слободана Милошевића, категорички је одбила овај приједлог.

#### 1995.
У јануара 1995. године амбасадор САД у Хрватској Питер Галбрајт предложио је Српској Крајини и Хрватској „План З-4”. Предлагао је аутономију за Книнску Крајину, а за Западну Славонију и Источну Славонију, Барању и Западни Срем потпуну интеграцију у састав Хрватске. Усвајање овог плана, предсједник Хрватске Туђман је сматрао политичким самоубиством, међутим под притиском америчких дипломата обећао је да ће то питање размотрити у далекој будућности. Према српским изјавама, одредбе предложеног плана нису гарантовале заштиту српског становништва од узнемирења на националној основи. Ипак, Милан Бабић је у Београду дао изјаву, да је Српска Крајина спремна прихватити неку прилагођену верзију плана и позвао је Хрватску да повуче своје снаге. Међутим, према Јелени Гусковој, Туђман је одбио да води даље преговоре са Србима.
Умјесто да настави дипломатске контакте, хрватска влада је одабрала војно рјешење питања. Република Српска Крајина је ликвидирана у мају (Западна Славонија) и августу (главни дио) 1995. године током хрватских војних операција Бљесак и Олуја. Током операције Бљесак, Хрватска војска је заузела српску енклаву Западну Славонију. У покушају да спријечи хрватску офанзиву, предсједник Мартић је наредио ракетирање Загреба, што је и учињено. Након тога, ракетирање Загреба је сматрано ратним злочином. Међутим, то није омело спровођење хрватске офанзиве. Према подацима српске стране, а такође и међународне организације за људска права Хјуман рајтс воч, током операције Бљесак почињени су бројни злочини над српским цивилним становништвом, укључујући и дјецу.
Сљедећа војна операција је била Олуја, током које су хрватска војска и полиција окупирале највећи дио Српске Крајине. Са територије Српске Крајине је избјегло 230—250 хиљада Срба. Током и након операције Олуја, хрватски војници су починили бројне злочине над колонама избјеглица и против преосталог цивилног становништва, укључујући злочин у Двору на Уни и убиство српских цивила у Груборима. У пресуди Хашког трибунала хрватским генералима Готовини и Маркачу стоји да је операција Олуја била дио заједничке злочиначке намјере, коју је организовало хрватско војно и политичко руководство. Циљ операције је био протјеривање Срба из Хрватске и насељавање Крајине Хрватима.
Остатак Српске Крајине (област Западни Срем и Барања од 1995. и област Западни Срем, Барања и Источна Славонија од 1996) опстао је у виду аутономије под покровитељством ОУН-а све до мирне интеграције у састав Хрватске почетком 1998. године. Према подацима Саве Штрпца, предсједник невладине организације „Веритас”, значајан број Срба је напустио ове територије — 77.316 људи.

## Демографија

### Етничке групе

#### Срби
Према пописима становништва, који су спровођени у ФНРЈ и СФРЈ, Срба у Хрватској је било:
Према извјештајима комесара ОУН-а за избјеглице, до 1993. године са територије под контролом Загреба протјерано 251.000 људи. Избјеглице су се углавном населиле у Српској Крајини, или у Југославији. Неки су отишли у Сједињене Државе, Канаду, Аустралију итд, формирајући тамо бројну дијаспору. Црвени крст Југославији је пријавио око 250.000 избјеглица српске националности са територије Хрватске 1991. године. На територију Југославије 1994. године се доселило више од 180.000 избјеглица и расељених лица из Хрватске.
Године 1993. Српска Крајина је имала 435.595 становника, од чега су 91% били Срби. Према подацима Главног штаба СВК, 1993. године у сјеверној Далмацији је живјело 87.000 становника, у Лици 48.389 становника, у Кордуну 51.000 становника и у Банији 88.406 становника.
Године 1995. из Крајине је отприлике протјерано 250.000 Срба, укључујући 18.000 људи током операције Бљесак и 230.000 људи током операције Олуја.
Према подацима ОУН-а, послије операције Олуја у августу 1995. године на територији главног дијела Крајине живјело је само 5.500 Срба.

#### Хрвати и други народи
Према попису становништва у Југославији 1991. године, несрпско становништво на подручју Српске Крајине је сљедеће:
- Крајина — Хрвати 28% (70.708), остали 5% (13.101);
- Западна Славонија — Хрвати 29% (6.854), остали 11% (2.577);
- Источна Славонија, Барања и Западни Срем — Хрвати 47% (90.454), остали 21% (40.217).

Током етничког чишћења несрпског становништва 1991. године, већина је протјерана са територије Српске Крајине. До 1992. године Хрвати су чинили само 7% становништва ове три територије. Укупно је са територије Српске Крајине протјерано најмање 170.000 Хрвата и других несрба.

### Религија
Већина становништва Српске Крајине су били православни хришћани. Територије Српске Крајине се налазила под канонском јурисдикцијом Српске православне цркве. На територији Српске Крајине су биле Митрополија загребачко-љубљанска, Епархија горњокарловачка, Епархија пакрачко-славонска, Епархија осјечкопољска и барањска и Епархија далматинска. У земљи су се налазили многи православни манастири и цркве. Највећи, стари и познати манастири су Драговић, Гомирје, Крка, Крупа и Лепавина. Током борбених дејстава, многе српске православне цркве су уништене или знатно оштећене. Тако је 1993. године Хрватска војска уништила Саборну цркву Светог Николе у Карловцу и резиденцију епископа горњокарловачког. Од 1990. до 1995. године, укупно је уништено 76 православних цркава, 96 црквених зграда, 10 гробаља, једна патријаршијска ризница, црквени музеј, двије црквене библиотеке и двије архиве. Опљачкане су 94 цркве и 4 манастира.
Хрватска национална мањина је већином исповиједала римокатоличко хришћанство. Многе римокатоличке цркве су порушене или оштећене током борбених дејстава. Током масакра у Ловасу, Широкој Кули и Воћину, српске паравојне јединице су потпуно или дјелимично уништиле римокатоличке цркве у овим насељима.
- Православни манастир Гомирје
- Православни манастир Драговић
- Фрањевачка црква Светог Филипа и Јакова у Вуковару

## Политички систем
За вријеме постојања, Српска Крајина је имала три предсједника и шест предсједника владе. Након проглашења независности 19. децембра 1991. године Милан Бабић је постао предсједник. Међутим, на тој дужности није дуго остао. Током Бабићеве владавине, он се сукобио са Миланом Мартићем, који је контролисао милицију и територијалну одбрану.
Стварање Српске Крајине у првој фази показало је значајну зависност од Југославије и сложеност политичким несугласицама, што је довело до политичке нестабилности. Односи између Книна и Београда били су веома сложени у јануару 1992. године. Разлог за то је био неслагање око Венсовог мировног плана. Милан Бабић је вјеровао да план не одговара интересима Српске Крајине, док се Слободан Милошевић залагао за његово усвајање у раној фази. Као резултат спорова са Милошевићем, Бабић је потпуно изгубио повјерење у Београд. Скупштина Српске Крајине је 22. јануара је одбацила план уласка мировних снага у Хрватску, али је Скупштина 9. фебруара под притиском политичара из Београда, који су имали много присталица из Српске Крајине, ипак то усвојила. Бабић је 26. фебруара 26. фебруара смијењен са дужности предсједника. На приједлог Београда за новог предсједника изабран је Горан Хаџић, а Здравко Зечевић је постао предсједник владе. С обзиром да се Бабић и његови сљедбеници нису сложили са том одлуком Скупштине, у Српској Крајини је настало двовлашће. У Српској Крајини су 12. децембра 1993. године одржани први вишестраначки предсједнички и парламентарни избори. Уз Милошевићеву подршку у другом кругу избора, побједио је Милан Мартић. Бабић је пристао на компромисну позицију министра спољних послова.

### Предсједник
За вријеме постојања Српске Крајине, предсједници су били:
- Милан Бабић (19. децембар 1991. — 26. фебруар 1992);
- Горан Хаџић (26. фебруар 1992. — децембар 1993);
- Милан Бабић (децембар 1993. — јануар 1994; изабран у децембру 1993. године, али је у јануара 1994. године на новим изборима побједио Милан Мартић);
- Милан Мартић (12. фебруара 1994. — август 1995).

Против свих предсједника Српске Крајине касније су подигнуте оптужнице пред Хашким трибуналом. Милан Бабић је оптужен за протјеривање људи из политичких, расних или вјерских разлога. Он се пред судом изјавио кривим и осуђен је 2005. године на 13 године затвора, али је 2006. године извршио самоубиство. Милан Мартић је осуђен на 35 година затвора због ратних злочина, кршења закона и обичаја ратовања и протјеривања несрпског становништва из Српске Крајине, а казну служи у Тарту у Естонији. Након хапшења бившег начелника Центра службе безбједности у Бањој Луци Стојана Жупљанина 11. јуна 2008. године, хапшења бивше предсједника Српске Радована Караџића 21. јула 2008. и хапшења бившег команданта Војске Републике Српске Ратка Младића 26. маја 2011. године, Горан Хаџић је постао један од најтраженијих хашких оптуженика. Власти Србије су нудиле награду од 5 милиона евра за информацију о мјесту боравка Горана Хаџића. Након седмогодишње потраге, ухапшен је 20. јула 2011. године.

### Влада
Према Уставу Српске Крајине, Влада је била носилац извршне власти у републици. Српска Крајина је од 1991. до 1995. године имала укупно шест влада:
- Влада Милана Бабића (29. мај 1991. — 19. децембар 1991);
- Влада Ристе Матковића (19. децембар 1991. — 26. фебруар 1992);
- Влада Здравка Зечевића (26. фебруар 1992. — 28. март 1993);
- Влада Ђорђа Бјеговића (28. март 1993. — 21. април 1994);
- Влада Борислава Микелића (21. април 1994. — 27. јул 1995);
- Влада Милана Бабића (27. јул 1995 — 5. август 1995).

Владе Српске Крајине су формиране на политичкој основи и, према правилу, именовани министри нису били стручњаци у ресору на чијем су се челу налазили. Чланови прве двије владе су били из Книна и Сјеверне Далмације, што им, према Кости Новаковићу, није дозволило да утичу на ситуацију у другим дијеловима Српске Крајине.

### Скупштина
Први сазив Скупштине Српске Крајине формиран је крајем 1991. године из сазива Скупштине САО Крајине, Обласне скупштине Западне Славоније и Велике народне скупштине Источне Славоније, Барање и Западног Срема. Број заступника је био више од 200. Скупштина је 19. децембра 1991. године усвојила устав и прогласила Републику Српску Крајину. Почетком 1992. године, активности скупштине су се закомпликовале унутрашњим сукобима изазваним различитим ставовима према Венсовом плану, који је предложен као основа за мирно рјешење. Милан Бабић се успротивио усвајању овог плана, а заступници Скупштине из његових редова окупили су се у Книну, познато као „Книнска скупштина”. Други дио посланика, под вођством предсједника Скупштине Мила Паспаља, састао се у Глини, познато као „Глинска скупштина”. Формирање јединствене скупштине у Српској Крајини успјело је тек 1993. године.
Скупштина Српске Крајине састојала се од 84 заступника, изабраних на парламентарним изборима. Заступнички мандат је трајао четири године. Предсједник и његови замјеници представљали су све три крајишке ексклаве. Према уставу, Скупштина је била дужна да се састане два пута годишње — првог радног дана у марту и првог радног дана у октобру. Трајање сједница није требало бити дуже од 90 дана. Скупштина је била одговорна за измјену устава, доношење закона, праћење рада владе, усвајање буџета, измјену административних подјела итд.

### Устав
Устав Српске Крајине је усвојен 19. децембра 1991. године на заједничкој сједници Скупштина САО Крајина, Велики народне скупштине Западне Славоније и Скупштине САО Источна Славонија, Барања и Западни Срем. Највиши правни акт Српске Крајине се састојао од 8 глава и 124 тачке.
Према устав, Српска Крајина „национална је држава српског народа и држава свих грађана који у њој живе”. Главним градом је проглашен Книн, а за химну „Боже правде”. Уставом су одређене и застава и грб. Службени језик је био српски језик, а писмо ћирилица.

### Органи за спровођење закона
Од почетка сукоба Срба и Хрвата, значајну улогу у првим окршајима имала је Милиција Крајине. Вршећи притисак на Србе, хрватска влада је отпустила већину Срба из централног апарата министарства унутрашњих послова и из многих насељених мјеста, гдје су већину становништва чинили Хрвати. Покушаји да се то спроведе и уведу нови службени симболи на милицијским униформама наишао је на отпор српских милицајаца у мјестима са српском већином. Са почетком првих сукоба, милицијске станице у више градова повукле су се из републичком МУП-а и формирале Милицију Крајине, на челу са милицијским инспектором Миланом Мартићем. Секретаријат унутрашњих послова на челу са Миланом Мартићем основан је 4. јануара 1991. године. Милиција Крајине је више пута учествовала у војним операцијама, упркос чињеници да су њени припадници били наоружани само лаким ватреним оружјем. Према западним истраживачима, Милиција Крајине је у јулу 1991. године имала око 7 хиљада припадника са око 20 хиљада припадника у резервном саставу. Према подацима српских аутора, Милиција Крајине је 9. октобра 1991. године имала 1.200 обичних милиционера, 500 специјалаца и 1.200 резервиста. Они су били припадници седам секретаријате унутрашњих послова (у Книну, Кореници, Петрињи, Војнићу, Окучанима, Белом Манастиру и Вуковару).
Канцеларија одвојених јединица милиције основана је 28. априла 1992. године. Ове јединице су биле организоване у осам бригада са 24.000 припадника и представљале су неку врсту прелазне организације између Територијалне одбране и регуларне војске. Њихов задатак је био заштита границе. Распуштене су са оснивањем регуларне војске у октобру 1992. Обична милиција је постојала до краја 1995. године. Дана 5. октобра 1994. године имала је укупно 3.850 припадника, од тога 1.950 милицајаца, 183 инспектора, 591 специјалца, 422 званичника и 694 резервиста. Снаге Милиције Крајине у Источној Славонији, Барањи и Западном Срему су 1. јула 1996. године преименоване у „Прелазну полицију”, коју су чинили Срби, Хрвати и посматрачи ОУН. Ове снаге су 15. децембра 1997. године формално постале дио Хрватске полиције.
У Српској Крајини је постојала судска власт. Основани су Врховни суд, Уставни суд, окружни и општински судови. Војни суд је успостављен 1994. године. На општинском и републичком нивоу била су организована и дјеловала су тужилаштва.

### Оружане снаге
На љето 1990. године од јединица милиције и добровољаца у Книну формирани су одреди самоодбране, као и милицијски секретаријати, чији су припадници били српски милицајци, који су одбили да се потчине власти у Загребу. У јануару 1991. године створено је посебно одјељење унутрашњих послова, које је омогућило крајишким Србима да координишу дјелатност Милиције. Приближно у исто вријеме, у оквиру Милиције Крајине од добровољаца је створена специјална јединица, која је носила назив „Мартићевци”, по команданту Милану Мартићу. У љето 1991. у Крајини су мобилизовани одреди Територијалне одбране, а у великом случају њиховим акцијама су руководили официри Југословенске народне армије. Након потписивања примирја 1992. године, ЈНА се повукла са територије Хрватске и Крајине, остављајући Србима дио тешког наоружања. Оружје је складиштено под надзором Мировних снага ОУН-а. Пошто су јединице ТО повучене у касарне, на борбеној линији су остале само бригаде Посебне јединице милиције, чији су припадници имали само лако ватрено наоружање. Ове бригаде су биле подређене посебном одјељењу у оквиру МУП Српске Крајине.
Хрватски напад на Миљевачки плато, показао је да мировњаци неће бранити Српску Крајину и 16. октобра 1992. године основана је Српска војска Крајине — регуларна војска Српске Крајине. Спроведена је војна реформа, према којој су јединице ТО и бригаде Посебних јединица милиције трансформисане у војне бригаде и одреде. Све оне су распоређене у састав шест корпуса и Главни штаб. СВК се састојала из Главног штаба, штабних јединица, армијских корпуса и РВ и ПВО. У основи, корпус СВК се састојао од штаба, неколико пјешадијских бригада, артиљеријских батаљона, противтенковског дивизиона, дивизиона ПВО и позадинских база. Неки корпуси су имали специјалне јединице, а у 7. корпусу се налазио оклопни воз. Сви корпуси СВК, са изузетком Корпуса специјалних јединица који је основан у љето 1995. године, били су засновани на територијалном принципу.
Важно тијело које је координисало активностима министарства одбране и војним јединицама, било је Врховни савјет одбране. Састојао се од предсједника, првог министра, министра одбране, министра унутрашњих послова и команданта војске. Врховни савјет одбране одређивао је војне положаје, усмјеравао одбрану у случају пријетње, мобилизовао војску и спроводио друге активности у складу са уставом и законом.
Након пада Српске Крајине 1995. године, велики дио наоружања СВК евакуисан је на територију Републике Српске и предат Војсци Републике Српске. Дио припадника СВК је наставио војну службу у ВРС. Посљедњи преостали је 11. источнославонски корпус који је попуњен у јесен 1995, а оружје је добијао из Југославије. Послије Ердутског споразума је распуштен 21. јуна 1996. године, а оружје је предато Војсци Југославије.

## Социјални и друштвени подаци

### Привреда
Према многим истраживачима, у социјалистичком периоду, територије које су ушле у састав Српске Крајине, биле су значајно слабије развијене од остатка територије Хрватске. Инфраструктура је била мање развијена, туристички потенцијал знатно мањи, као и обим инвестиција. Прије рата, многи индустријски објекти у крајишким градовима су били дио индустријских постројења које се налазе у Хрватској или у Босни и Херцеговини. Борбена дејства су нанијела знатну штету инфраструктури Српске Крајине, прекинувши многе производне и трговинске везе. Изузетно су оштећени и стамбени објекти. Увођење санкција Југославији је утицало на ситуацију у Српској Крајини, што је погоршало већ тешку економску ситуацију.
Током стварања државе, крајишке власти су вјеровале да ће изградити привреду кроз блиску сарадњу са Југославијом и Српском. Међутим, помоћ из Београда отежале су међународне санкције. Ипак, привреда Српске Крајине наставила је да функционише током периода борбених дејстава.
Влада је 1992. године одлучила да подржи предузећа, која су прије рата била у јавном власништву, јер су се суочила са великим потешкоћама. Усвојила је своју валуту — динар Републике Српске Крајине, али је због велике инфлације њена вриједност стално опадала. Хиперинфлација је почела 1993. године, што је онемогућило усвајање републичког буџета. Почетком 1994. године у Југославији је уведен нови динар, везан за њемачку марку по курсу 1:1. Југословенски динар се у Српској Крајини и Српској усваја као једина валута, чиме је хиперинфлација заустављена. Нова влада са Бориславом Микелићем на челу, усвојила је буџет и почела да обнавља привреду.
Многа предузећа из Српске Крајине су покушала да се преоријентишу на тржишта Српске и Србије, што је дјелимично постигнуто. Програм стабилизације привреде и финансија је развијен 1994. године. Функционисање монетарног система и финансија зависило је искључиво од Београда. Активно је кориштено пољопривредне земље површине од 700.000 хектара. Међутим, због недостатка горива за машине и недовољног финансирања, пољопривреда у Српској Крајини је показала ниску ефикасност. Конкретно, у Источној Славонији је 1994. године 45% земљишта припремљено за сијање, али је крају жетва прикупљена само за 30%. Активно је кориштен и шумски фонд од 540.000 хектара, са годишњим прирастом од 1.500.000 м³. Медији су при томе у више наврата тврдили, како је сјеча шума у Источној Славонији спровођена без регулатива и планирања. У овој области је црпљена и нафта, али у недовољним количинама како би се покрио републички дефицит горива. Нафта црпљена у Српској Крајини слата је на прераду у Панчево у Југославији. Затим је оно продавано на територији Српске Крајине. Истовремено, дио горива је додјељиван војсци и министарству унутрашњих послова, како би испунили своје потребе.

### Култура и образовање
Прва мјера ка стварању образовног система независног од Загреба преузете су у септембру 1990. године, када је основан Културно-просвјетни савјет Сјеверне Далмације и Лике. У марту 1991. основано је министарство образовања, са сједиштем у Книну и мјесним канцеларијама у Белом Манастиру и Топуском (основано нешто касније). На челу министарства се налазио Душан Баџа, професор из Обровца. Са почетком непријатељстава, образовни процес је више пута прекинут. Саме школе су периодично бомбардоване и уништаване.
У јуну 1993. године влада Српске Крајине донијело је одлуку о оснивање Универзитета Никола Тесла у Книну. У саставу универзитета су се налазила четири факултета: Филозофски факултет у Петрињи, Пољопривредни факултет у Белом Манастиру, Политехнички факултет у Книну и Факултет друштвених наука у Книну. Професори из Србије и Српске су пружали значајну помоћ универзитету.
У школама Српске Крајине су се учили сљедећи предмети: српски језик и књижевност, историја, географија, музичка и ликовна култура, природа и друштво и вјеронаука. Уџбенике је штампао Завод за уџбенике и наставна средства Београд. Из Србије је допремана хуманитарна помоћ како појединачно ученицима, тако и цијелим школама. Дјеца погинулих бораца су добијала уџбенике на поклон. Знатну помоћ образовном систему Српске Крајине, осим Србије, пружала је Грчка и Русија.
У љето 1993. године у Српској Крајини је основана Народна библиотека, чије је оснивање помогла Српска академија наука и умјетности. У Книну је 16. јуна основано Српска народно позориште. Ансамбл позоришта је учествовао на фестивалима у градовима Српске Крајине заједно са колегама из Српске и Србије. Нешто касније у Книну је основан документациони центар „Крајина-филм”. Бројне културне манифестације су одржаване у Домовима Српске војске Крајине, посебно у Книну, Бенковцу, Петрињи, Глини и Белом Манастиру. Организована су и културна друштва. Поред тога, у Српској Крајини су преузете одређене мјера за оснивање музеја. Музејска дјелатност је организована у Книну (Книнска тврђава), Бенковцу (Каштел Бенковић), Петровој Гори, Топуском, Вуковару (Дворац грофа Елца) и Белом Манастиру.
У Српској Крајини се емитовала „Државна радио-телевизија”, као и у Бенковцу, Книну, Грачаници, Кореници, Слуњу, Вргинмосту, Петрињи, Окучанима, Вуковару, Борову Селу, Мирковцима и Белом Манастиру. Крајем 1993. године, ради предизборне кампање Милана Мартића, уз подршку Југославије, почело је емитовање програма „Телевизија на Плитвицама”.
Послије пада Српске Крајине у августу 1995. године, многи ученици и студенти наставили су школовање у Србији. У јесен 1995. године, образовне институције Србије су из избјегличких породица из Српске Крајине забиљежиле 15.900 основаца, 6.100 средњошколаца и 1.890 студената.

### Здравствена заштита
Здравство подручја Српске Крајине прије рата било је интегрални дио здравствене службе у Хрватској. Финансирано је из јединственог фонда, са сједиштем у Загребу. Количина новца којом је располагало крајишко здравство није била довољна да покрије веће потребе. Здравствена служба Крајине имала је 9 домова здравља (Книн, Бенковац, Обровац, Грачац, Кореница, Доњи Лапац, Двор на Уни, Костајница, Вргинмост, Војнић) и 3 медицинска центра (Книн, Глина, Петриња). Број становника на једног љекара је био, у просјеку, 1.412. Најмањи је био у Книну (532) и у Петрињи (554), док у Војнићу тај број износио 2.233. Број болничких постеља у Српској Крајини износио је 1.338, тј. 4,53 кревета на 1.000 становника.
Након почетка рата у 1991. години здравствена служба у САО Крајини је реформисана у правцу аутономије и сарадњи са службама здравља Босне и Херцеговине и Југославије. У јесен 1991. била су створена два медицинска центра у Книну (Далмација и Лика) и у Глини (Кордун и Банија). Значајна пажња је била обраћана на помоћ избјеглицама са подручја под контролом ЗНГ-и и МУП-а Хрватске, којих је било укупно око 100.000 људи. У току читавог рата велику помоћ љекарима Српске Крајине су пружили Војномедицинска академија у Београду и хуманитарне организације, као и Српска православна црква.

### Спорт
Први кораци по развоју спортских активности на простору Српске Крајине су почели 28. септембра 1992. године када је усвојен Закон о физичкој култури. Након тога су основани струковни савези као фудбалски у Србу, кошаркашки у Книну, одбојкашки у Вуковару, рукометни у Белом Манастиру, шаховски у Борову насељу итд. У Бенковцу 11. фебруара 1995. године је основан Олимпијски комитет Републике Српске Крајине. Сарадња Српске Крајине, Српске и Србије на спортском пољу била је успјешна. Први кораци сарадње направљени су захваљујући напорима Министарства за спорт Савезне Републике Југославије, Југословенског олимпијског комитета, Факултета за физичко васпитање и других институција у Београду и сличних из Српске, односно са Пала и из Бање Луке. У Српској Крајини је била популарна фудбалска лига која је постојала у периоду од 1992. до 1995. године, а најпознатији клуб је био „Динара” из Книна. Политички положај Српске Крајине одразио се на њен спортски живот у међународним оквирима. То је значило блокаду у сваком погледу.
Спортске активности су спровођене у читавом ратном периоду. Крајишка екипа је учествовала на првенству Војске Републике Српске у зимским спортовима на Јахорини. Каратисти из Петриње учествовали су на карате првенству Југославије. Организовано је више трка маратонаца од којих је најпознатија трка на релацији Бања Лука—Книн у дужини 320 км.
У организацији Главног штаба Српске војске Крајине, на стадиону Спортског центра у Книну, 22. маја 1993. године, одиграна је пријатељска фудбалска утакмица између селекција Српске војске Крајине и Војске Републике Српске. Утакмицу је посматрало неколико хиљада гледалаца, међу којима су били Ђорђе Бјеговић, предсједник Владе Српске Крајине и генерал Миле Новаковић, командант Српске војске Крајине, са сарадницима. Фудбалери обје екипе дошли су на утакмицу са ратишта из свих дијелова својих држава.

## Тренутно стање
Посланици некадашње Скупштине Републике Српске Крајине су 2005. године формирали Владу Републике Српске Крајине у прогонству, међутим она до данас није остварила неки већи утицај како међу избјеглим лицима из Српске Крајине, тако и према Влади Србије.
Први министар владе у прогонству је Милорад Буха. У влади се још налази шест министара. Чланови владе у прогонству изјавили су да намјеравају радити на плану заснованом на плану З-4 и њихов коначни циљ је да Срби постигну „више од аутономије, мање од независности” у Хрватској. Скупштина и Влада Српске Крајине у прогонству је признала независност Абхазије и Јужне Осетије.
Историчар Никица Барић је 2004. године одбранио докторат на тему Републике Српске Крајине.

Крајина није само географска област или историјски појам, то смо ми јер кроз нас живи и тече нам кроз вене. Крајна је емоција коју осјећамо сваки дан и у пјесмама и у причама. Крајина је наше добро јутро и добар дан. Нема ноћи да не помислимо на наш завичај.

## Манифестације
- Крајина живи, обиљежавање Дана проглашења устава РСК у Бусијама, крајем децембра.[138]
- Крајинада, дружење Крајишника на Ади Циганлији, почетком јула мјесеца.[139]
- Крајишки бисери, фестивал изворних пјесама динарског мелоса и ојкаче у Пландишту, почетком октобра мјесеца.[140]